# Z1

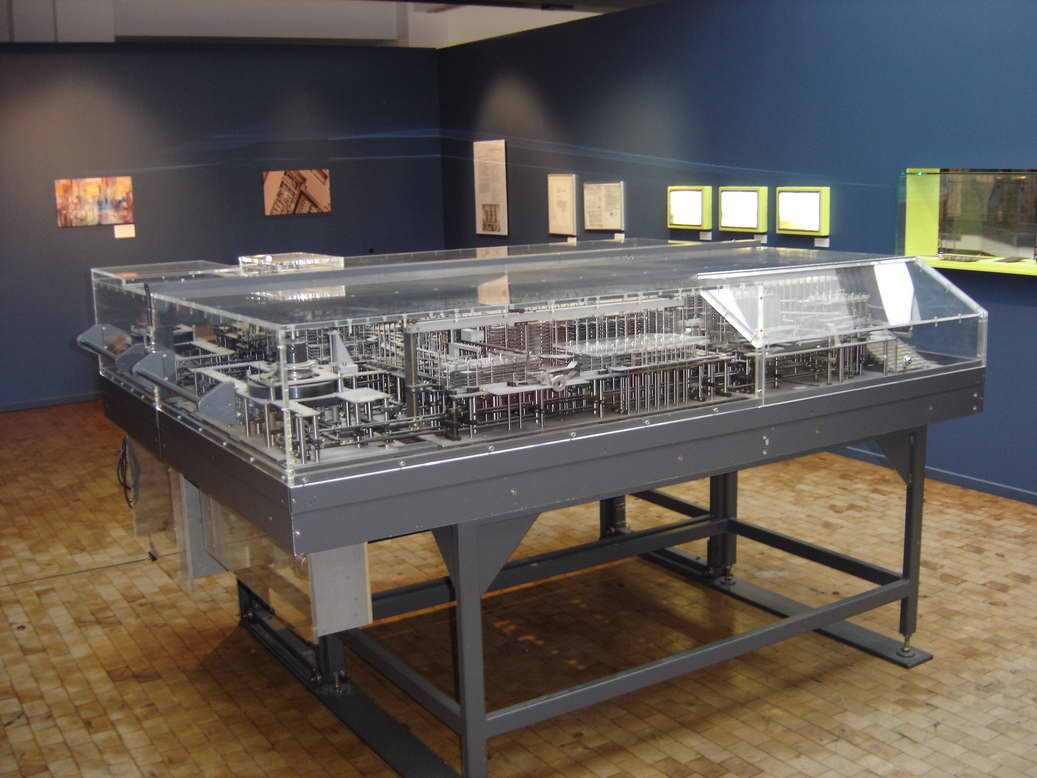
Z1 exposto em Berlin

O Z1 era uma unidade aritmética mecânica, desenvolvida por Konrad Zuse, a partir de 1934 e destruído durante a Segunda Guerra Mundial. Antes da guerra era denominado V-1 (Versuchs modell-1), Zuse mudou seu nome, após o fim da guerra, para Z1 a fim de evitar confusões com a denominação dos foguetes desenvolvidos pelo seu amigo Werner von Braun. Embora eletro-mecânico, era digital (usava o sistema de numeração de base 2). Sua programação era limitada e as instruções eram passadas através de cartão perfurado.
Esta máquina era constituída basicamente por um somador/subtrator de 22 bits de vírgula flutuante (ponto-flutuante) e uma unidade lógica de controle que possibilitava a realização de tarefas mais complexas como multiplicação (por sucessivas somas) e divisão (por sucessivas subtrações). O único componente elétrico do Z1 era um motor que servia para gerar um sinal de clock mecânico de um hertz. Tinha a maioria dos elementos de arquitetura do modelo Z3, entretanto, por causa de problemas mecânicos não teve utilidade prática.
Este computador eletro-mecânico representa um marco histórico pois é considerado a primeira máquina binária programável do mundo. O Z1 foi o primeiro de uma série de computadores produzido por Konrad Zuse. Os sucessores Z2 e Z3 seguiram as mesmas ideias e princípios presentes no Z1.
O Z1 foi concluído em 1938. Zuse trabalhou no Z1, com conhecidos e amigos na sala de estar do apartamento de seus pais, em Berlim, o que motivou que estes o proibissem de continuar. Porém, Zuse teve financiamento de muitas partes nessa época. Assim, o pai, um empregado, retrocedeu da decisão, enquanto destinava o salário da irmã e pedindo a alguns amigos para emprestar dinheiro a Zuse, desde que foi convencido do sucesso desde empreendimento.
Há uma reprodução, feita por Zuse em 1986, deste computador no museu alemão de Tecnologia de Berlim (Deutsches Technikmuseum Berlin). 

## Arquitetura (arquitectura)

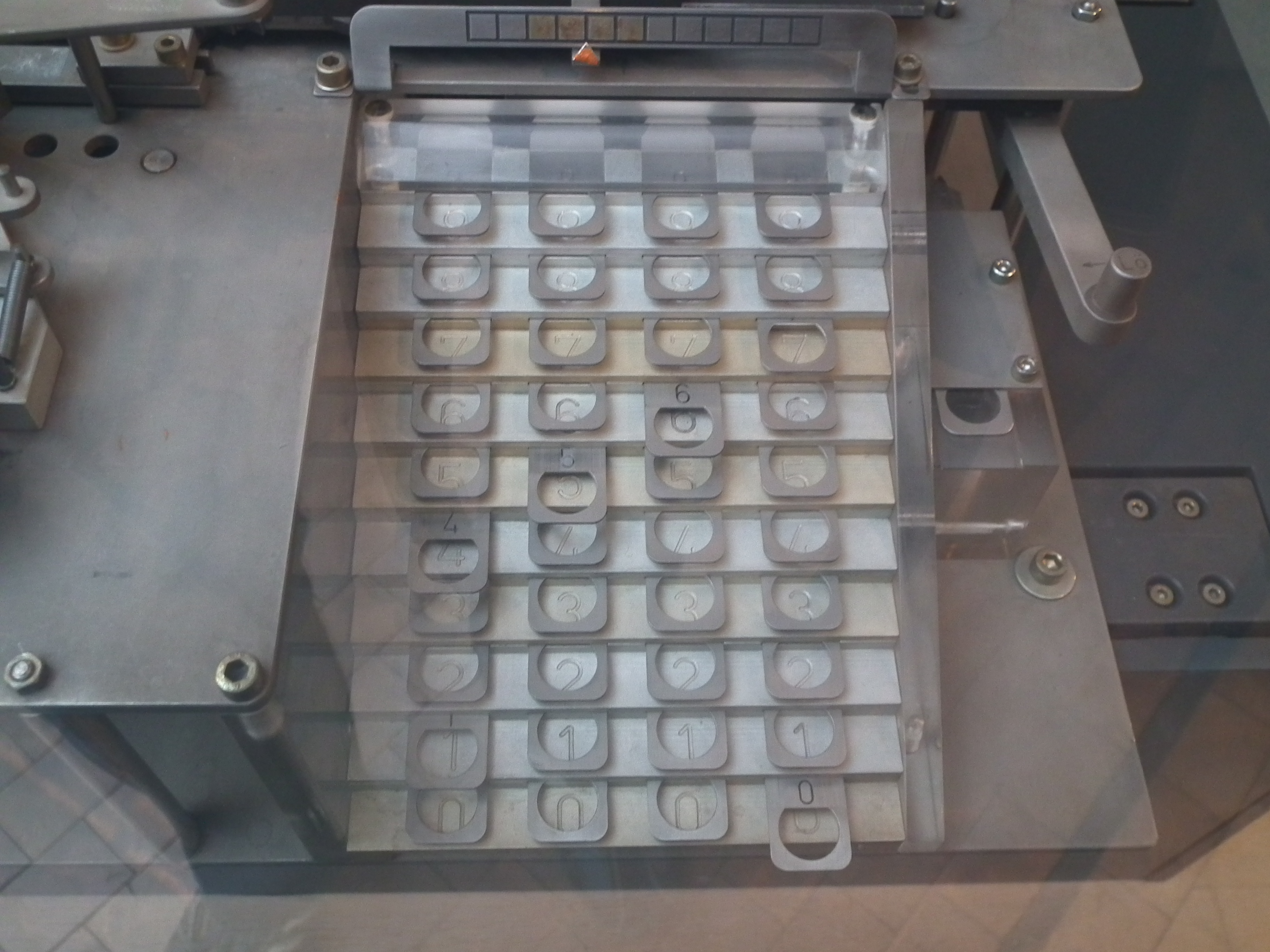
Fotografia tirada no Deutsches Technikmuseum (Museu Alemão de Tecnologia), em Berlim, Alemanha, mostrando parte da exposição relacionada a computadores. A imagem foi capturada por Stefan Kühn em 17 de agosto de 2021. O museu é conhecido por sua extensa coleção de tecnologias históricas e inovações industriais.

A arquitetura do Z1 serviu como ponto de partida para a dos seus sucessores. O Z1 dispunha de uma memória para 64 números de vírgula flutuante (ponto-flutuante), de 22 bits de largura (ponto-flutuante de 22 bits de tamanho). A unidade aritmética possuía comandos de adição, subtracção (subtracão), multiplicação, divisão e um decodificador binário-decimal.
O sistema de entrada e saída de dados do Z1 era composto por duas unidades: uma perfuradora de cartões e uma leitora de cartões perfurados.